# Natação no Campeonato Europeu de Esportes Aquáticos de 2014 - 50 m borboleta masculino
A prova dos 50 metros borboleta masculino da natação no Campeonato Europeu de Esportes Aquáticos de 2014 ocorreu nos dias 18 e 19 de agosto em Berlim, na Alemanha. 

## Calendário
| Fase          | Data         | Hora  |
| ------------- | ------------ | ----- |
| Eliminatórias | 18 de agosto | 11:21 |
| Semifinal     | 18 de agosto | 19:03 |
| Final         | 19 de agosto | 18:07 |

Todos os horários estão no horário local (UTC+1)

## Recordes
Antes desta competição, os recordes eram os seguintes:
| Recorde mundial       | Rafael Muñoz  | 22.43 | Málaga    | 5 de abril de 2009  |
| Recorde europeu       | Rafael Muñoz  | 22.43 | Málaga    | 5 de abril de 2009  |
| Recorde do campeonato | Milorad Čavić | 23.11 | Eindhoven | 19 de março de 2008 |

Os seguintes novos recordes foram estabelecidos durante esta competição. 
| Data         | Prova         | Nadadora       | Nacionalidade | Tempo | Recordes              |
| ------------ | ------------- | -------------- | ------------- | ----- | --------------------- |
| 18 de agosto | Eliminatórias | Andriy Hovorov | Ucrânia       | 22.87 | Recorde do campeonato |

## Medalhistas
| Ouro                                          | Prata | Bronze                                 |
| Florent Manaudou (FRA) · Yauhen Tsurkin (BLR) |       | Andriy Hovorov (UKR) · Ben Proud (GBR) |

## Resultados

### Eliminatórias
Esses foram os resultados das eliminatórias. 
| Pos. | Bateria | Raia | Nadador               | Nacionalidade | Tempo | Notas |
| ---- | ------- | ---- | --------------------- | ------------- | ----- | ----- |
| 1    | 5       | 4    | Andriy Hovorov        | Ucrânia       | 22.87 | Q,    |
| 2    | 6       | 5    | Florent Manaudou      | França        | 23.06 | Q     |
| 3    | 7       | 5    | Steffen Deibler       | Alemanha      | 23.38 | Q     |
| 4    | 5       | 5    | Rafael Muñoz          | Espanha       | 23.43 | Q     |
| 5    | 7       | 4    | Yauhen Tsurkin        | Bielorrússia  | 23.54 | Q     |
| 6    | 6       | 4    | Ben Proud             | Reino Unido   | 23.55 | Q     |
| 7    | 7       | 3    | Piero Codia           | Itália        | 23.58 | Q     |
| 8    | 5       | 3    | Nikita Konovalov      | Rússia        | 23.61 | Q     |
| 9    | 7       | 2    | Joeri Verlinden       | Países Baixos | 23.68 | Q     |
| 10   | 6       | 8    | László Cseh           | Hungria       | 23.73 | Q     |
| 11   | 7       | 6    | Mario Todorović       | Croácia       | 23.84 | Q     |
| 12   | 5       | 7    | François Heersbrandt  | Bélgica       | 23.95 | Q     |
| 13   | 6       | 0    | Tadas Duškinas        | Lituânia      | 23.98 | Q     |
| 14   | 5       | 6    | Ivan Lenđer           | Sérvia        | 24.02 | Q     |
| 15   | 3       | 5    | Tuomas Pokkinen       | Finlândia     | 24.04 | Q     |
| 15   | 6       | 3    | Adam Barrett          | Reino Unido   | 24.04 | Q     |
| 17   | 6       | 7    | Yevgeny Korotyshkin   | Rússia        | 24.07 |       |
| 18   | 6       | 1    | Viacheslav Prudnikov  | Rússia        | 24.11 |       |
| 19   | 5       | 0    | Pavel Sankovich       | Bielorrússia  | 24.23 |       |
| 19   | 5       | 1    | Riku Pöytäkivi        | Finlândia     | 24.23 |       |
| 21   | 5       | 8    | Jan Šefl              | Chéquia       | 24.24 |       |
| 21   | 7       | 8    | Kristian Golomeev     | Grécia        | 24.24 |       |
| 23   | 3       | 0    | Krisztián Takács      | Hungria       | 24.27 |       |
| 24   | 2       | 2    | Mindaugas Sadauskas   | Lituânia      | 24.30 |       |
| 25   | 4       | 5    | Martin Spitzer        | Áustria       | 24.31 |       |
| 26   | 3       | 9    | Viktor Bromer         | Dinamarca     | 24.33 |       |
| 27   | 7       | 7    | Radovan Siljevski     | Sérvia        | 24.38 |       |
| 28   | 4       | 9    | Robert Žbogar         | Eslovênia     | 24.40 |       |
| 29   | 4       | 4    | Bence Pulai           | Hungria       | 24.41 |       |
| 30   | 3       | 3    | Almog Olshtein        | Israel        | 24.42 |       |
| 31   | 7       | 0    | Deividas Margevicius  | Lituânia      | 24.44 |       |
| 32   | 3       | 2    | Nico van Duijn        | Suíça         | 24.50 |       |
| 33   | 3       | 6    | Nikša Stojkovski      | Croácia       | 24.51 |       |
| 33   | 6       | 2    | Matteo Rivolta        | Itália        | 24.51 |       |
| 35   | 1       | 3    | Tom Kremer            | Israel        | 24.54 |       |
| 36   | 7       | 9    | Romain Sassot         | França        | 24.58 |       |
| 36   | 2       | 8    | Alexandru Coci        | Roménia       | 24.58 |       |
| 38   | 5       | 9    | Baslakov İskender     | Turquia       | 24.63 |       |
| 39   | 4       | 6    | Péter Holoda          | Hungria       | 24.66 |       |
| 40   | 3       | 1    | Sindri Thor Jakobsson | Islândia      | 24.68 |       |
| 41   | 4       | 2    | Paul Lemaire          | França        | 24.73 |       |
| 41   | 4       | 3    | Christos Katrantzis   | Grécia        | 24.73 |       |
| 43   | 4       | 7    | Andreas Vazaios       | Grécia        | 24.75 |       |
| 44   | 2       | 7    | Martin Verner         | Chéquia       | 24.80 |       |
| 44   | 2       | 1    | Julien Henx           | Luxemburgo    | 24.80 |       |
| 46   | 4       | 1    | Michal Navara         | Eslováquia    | 24.83 |       |
| 47   | 3       | 4    | Viktar Staselovich    | Bielorrússia  | 24.89 |       |
| 48   | 4       | 8    | Filip Milcevic        | Áustria       | 24.96 |       |
| 49   | 2       | 5    | Alexandre Bakhtiarov  | Chipre        | 25.02 |       |
| 50   | 3       | 7    | Brendan Hyland        | Irlanda       | 25.10 |       |
| 51   | 2       | 6    | Konstantinos Markozis | Grécia        | 25.11 |       |
| 52   | 3       | 8    | Alexandre Haldemann   | Suíça         | 25.13 |       |
| 53   | 1       | 4    | Pjotr Degtjarjov      | Estónia       | 25.19 |       |
| 54   | 2       | 3    | Ari-Pekka Liukkonen   | Finlândia     | 25.29 |       |
| 55   | 2       | 9    | Etay Gurevich         | Israel        | 25.40 |       |
| 56   | 2       | 4    | Teimuraz Kobakhidze   | Geórgia       | 25.51 |       |
| 57   | 2       | 0    | Daniel Skaaning       | Dinamarca     | 25.68 |       |
| 58   | 1       | 5    | Fred Karu             | Estónia       | 25.71 |       |
| —    | 4       | 0    | Sidni Hoxha           | Albânia       |       | DNS   |
| —    | 5       | 2    | Evgeny Koptelov       | Rússia        |       | DNS   |
| —    | 6       | 6    | Konrad Czerniak       | Polónia       |       | DNS   |
| —    | 7       | 1    | Mehdy Metella         | França        |       | DNS   |

### Semifinal
Esses foram os resultados das semifinais. 
Semifinal 1
| Pos. | Raia | Nadador              | Nacionalidade | Tempo | Notas |
| ---- | ---- | -------------------- | ------------- | ----- | ----- |
| 1    | 4    | Florent Manaudou     | França        | 23.23 | Q     |
| 2    | 5    | Rafael Muñoz         | Espanha       | 23.48 | Q     |
| 3    | 3    | Ben Proud            | Reino Unido   | 23.49 | Q     |
| 4    | 8    | Adam Barrett         | Reino Unido   | 23.51 | Q     |
| 5    | 1    | Ivan Lenđer          | Sérvia        | 23.68 |       |
| 6    | 6    | Nikita Konovalov     | Rússia        | 23.70 |       |
| 7    | 7    | François Heersbrandt | Bélgica       | 23.84 |       |
| 8    | 2    | László Cseh          | Hungria       | 23.95 |       |

Semifinal 2
| Pos. | Raia | Nadador         | Nacionalidade | Tempo | Notas |
| ---- | ---- | --------------- | ------------- | ----- | ----- |
| 1    | 4    | Andriy Hovorov  | Ucrânia       | 23.04 | Q     |
| 2    | 5    | Steffen Deibler | Alemanha      | 23.41 | Q     |
| 3    | 6    | Piero Codia     | Itália        | 23.47 | Q     |
| 4    | 3    | Yauhen Tsurkin  | Bielorrússia  | 23.60 | Q     |
| 5    | 1    | Tadas Duškinas  | Lituânia      | 23.72 |       |
| 6    | 2    | Joeri Verlinden | Países Baixos | 23.79 |       |
| 7    | 7    | Mario Todorović | Croácia       | 23.83 |       |
| 8    | 8    | Tuomas Pokkinen | Finlândia     | 24.02 |       |

### Final
Esse foi o resultado da final. 
| Pos.              | Raia | Nadador          | Nacionalidade | Tempo | Notas |
| ----------------- | ---- | ---------------- | ------------- | ----- | ----- |
| Medalha de ouro   | 5    | Florent Manaudou | França        | 23.00 |       |
| Medalha de ouro   | 8    | Yauhen Tsurkin   | Bielorrússia  | 23.00 |       |
| Medalha de bronze | 4    | Andriy Hovorov   | Ucrânia       | 23.21 |       |
| Medalha de bronze | 7    | Ben Proud        | Reino Unido   | 23.21 |       |
| 5                 | 2    | Rafael Muñoz     | Espanha       | 23.24 |       |
| 6                 | 6    | Piero Codia      | Itália        | 23.37 |       |
| 7                 | 1    | Adam Barrett     | Reino Unido   | 23.40 |       |
| 8                 | 3    | Steffen Deibler  | Alemanha      | 23.64 |       |

Legenda
| Recorde mundial       | Recorde mundial (World record)               |                       | Recorde africano                      | Recorde africano (African) |                                           | Q | Classificado por posição (Qualified) |
| Recorde do campeonato | Recorde do campeonato (Championship record)  | Recorde da América    | Recorde da América (Americas)         | q                          | Classificado por melhor tempo (Qualified) |   |                                      |
| Melhor marca do ano   | Melhor marca do ano (World leading)          | Recorde asiático      | Recorde asiático (Asian)              | DNS                        | Não largou (Did not start)                |   |                                      |
| Recorde nacional      | Recorde nacional (National record)           | Recorde europeu       | Recorde europeu (European)            | DNF                        | Não terminou (Did not finish)             |   |                                      |
| Recorde pessoal       | Recorde pessoal do atleta (Personal best)    | Recorde da Oceania    | Recorde da Oceania (Oceania)          | DSQ / DQ                   | Desclassificado (Disqualified)            |   |                                      |
| Recorde da temporada  | Recorde da temporada do atleta (Season best) | Recorde sul-americano | Recorde sul-americano (South America) | NM                         | Sem marca (No mark)                       |   |                                      |